# Уналяска
Уналяска (на английски: Unalaska; на руски: Уналашка, Уналяска; наричан още Дъч Харбър (на английски: Dutch Harbor, в превод: Нидерландско пристанище)) е град в щата Аляска, САЩ, намиращ се на островите Уналяска и Амакнак, част от архипелага Алеутски острови. В града живеят 4524 души (по приблизителна оценка за 2017 г.).
60% от населението на града е съсредоточено на о. Амакнак, който представлява по-малко от 3% от цялата площ на града. На острова са разположени всички пристанищни съоръжения и летището. Двата острова са съединени с мост. Името Дъч Харбър е дадено от русите моряци, които твърдели, че преди тях по тези земи са пребивавали нидерландски кораби.
Остров Уналяска е открит от Витус Беринг през 1741 г. До втората половина на 17 век на двата острова живеят предимно алеути. Неофициално за рождена дата на града се смята 1 август 1759 г., когато руският пътешественик и търговец на пшеница Степан Глотов пристига в Уналяска.
През 1763 г. възниква конфликт между руските заселници и коренното население. Алеутите унищожили 4 руски кораба: „Св. Йоан“, „Св. св. Захарий и Елисавета“, „Св. Николай“ и „Св. Троица“. Загиват 162 души. Командирът на кораба „Св. Петър и Павел“ Иван Соловьов съобщава за унищожените плавателни съдове. Той и остатъкът от екипажа на „Св. Троица“ започват операция, при която са убити не по-малко от 5000 алеути.
През 1768 г. Уналяска става основното руско пристанище в региона, а през 1772 г. Соловьов създва тук постоянно руско селище под името Нидерландско пристанище (Дъч Харбър). През 1778 г. то е посетено от корабите „Резолюшън“ и „Дискавъри“ от експедицията на Джеймс Кук. Той сключва договор с Герасим Измайлов, който му подарява карта на Герхард Меркатор.